# Tipula (Lunatipula) kykladon
Tipula (Lunatipula) kykladon is een tweevleugelige uit de familie langpootmuggen (Tipulidae). De soort komt voor in het Palearctisch gebied.